# 沙威隆

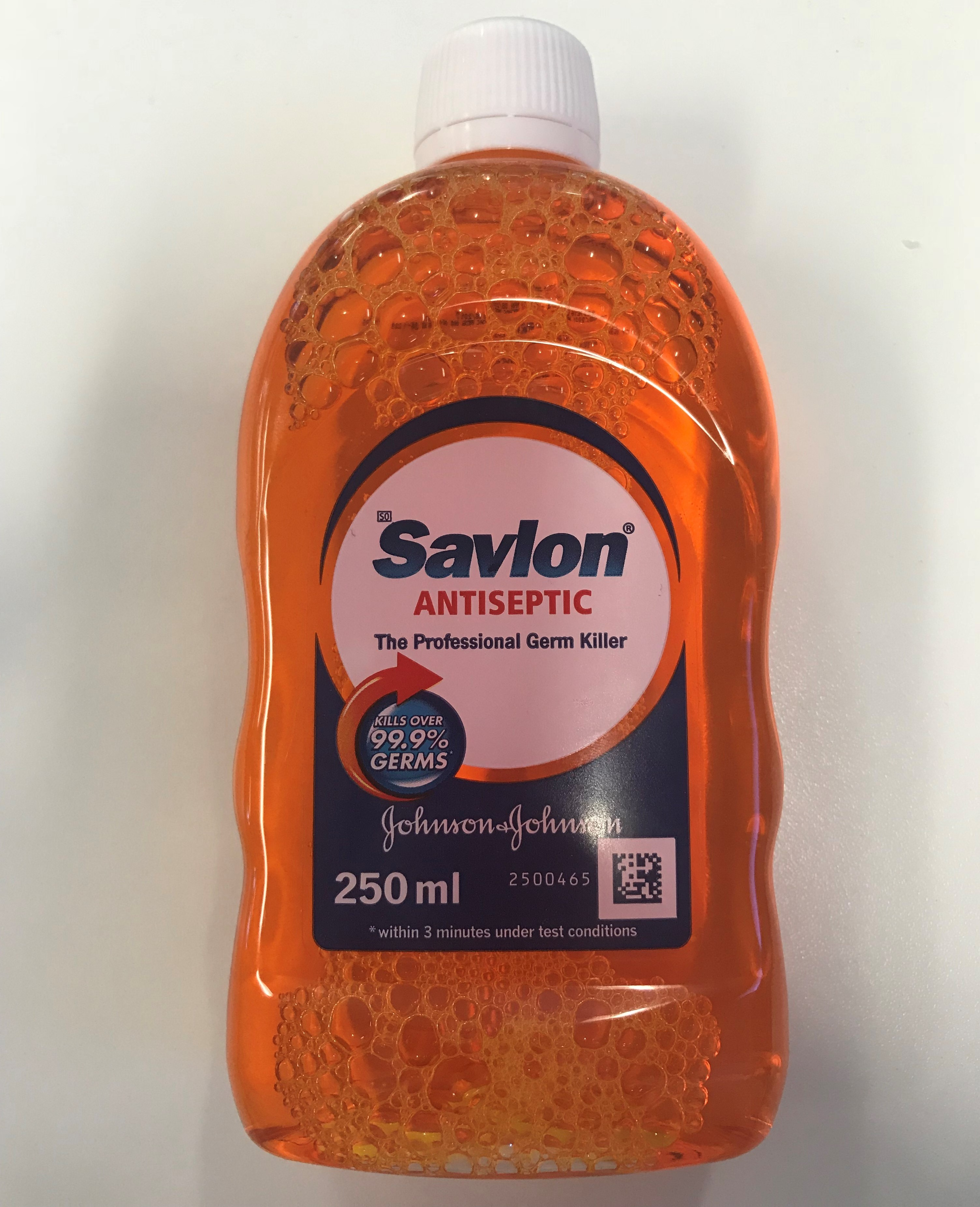
沙威隆殺菌藥水，250 ml

沙威隆（Savlon）是一个抗菌个人护理产品品牌，其活性成分为西曲溴铵（cetrimide）和葡萄糖酸氯己定（chlorhexidine gluconate）。
沙威隆的產品有許多以乳膏的形式出售，此外沙威隆还有消毒喷雾剂、创可贴和其他消毒产品。沙威隆的名称源自帝国化学工业位于英国布里斯托尔附近塞文河口的雅芳茅斯工厂（Avlon Works）。
1992年，強生公司从帝国化学工业手中收购了沙威隆。2015年，强生将沙威隆和Shower To Shower品牌出售給印度的ITC Limited。
同样在1992年，帝国化学工业将其在孟加拉国的沙威隆出售给帝国化学工业孟加拉国有限公司（ICI Bangladesh Manufacturers Limited），即现在的ACI有限公司（ACI Limited）。
2019年6月，德国STADA集团的英国子公司Thornton & Ross从葛蘭素史克消费品公司手中收购了英国沙威隆。

## 外部連結
- 沙威隆台灣官方網站 （页面存档备份，存于）
- 沙威隆國際股份有限公司台灣分公司台灣公司資料
- 沙威隆 抗菌領導品牌的Facebook專頁
- YouTube上的Savlon沙威隆頻道